# نيفلهايم

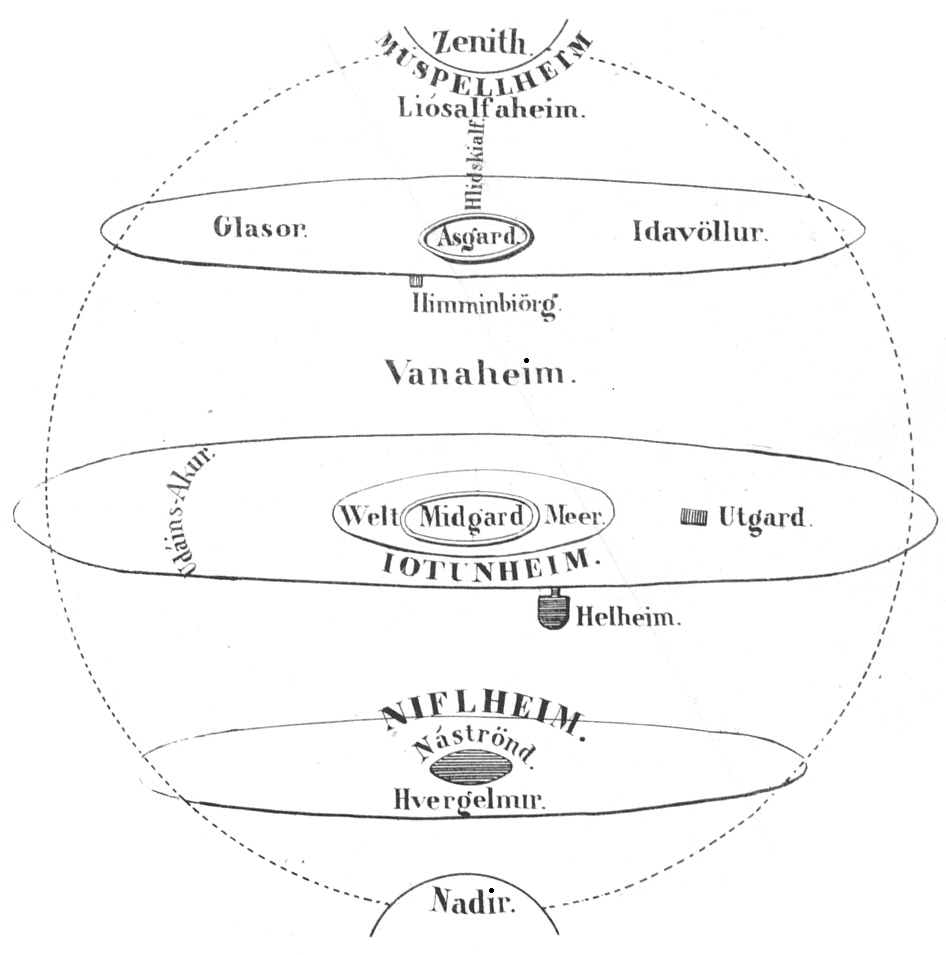
محاولة لتوضيح علم الكونيات الإسكندنافي بقلم هنري ويتون (1831)

نيفلهايم أو نيفلهايمر (بالإنجليزية: Niflheim or Niflheimr)‏ وتعني عالم الضباب، هو أحد العوالم التسعة في الميثولوجيا النوردية، ويختلط أحيانا مع مكانين هما نيفلهيل وهيل. يظهر اسم نيفلهايم في مصدرين باقيين هما «خداع غيلفي» و«غراب أودين».
نيفلهايم هو موطن الثلج والصقيع الأزلي، وهو موطن نهر إليفاغار وبئر هفيرغيلمير المتجمدين، وهما منابع جميع الأنهار.
يذكر كتاب غيلفاغينينغ ـن نيفلهايم كان أحد عالمين يتفرعان من كيننكاكاب، والآخر هو موسبلهايم عالم النار، وأن الخلق ابتدأ عندما اختلطت مياه نيفلهايم الباردة مع حرارة موسبلهايم. وأصبح لاحقا موطن الإلهة هيل ابنة لوكي، وموطن أرواح أتباعها، وأرواح من لم يموتوا في المعارك.
كلمة نيفل (Nifl) تعني الضباب في النوردية القديمة، وهي نفسها موجودة في الأيسلندية الحديثة، وهي قريبة من الكلمة الإنجليزية القديمة نيفول (Nifol) وتعني ظلام والكلمة اللاتينية نيبولا (nebula) وتعني ضباب.